# Tine Mersmann
Trijntje Hinke (Tine) Mersmann (Gorredijk, 8 september 1946 – Smilde, 12 juni 2012) was een Nederlands schilder en beeldhouwer.

## Leven en werk
Mersmann groeide op in Gorredijk en werd kleuterleidster. Ze begon in de jaren 60 met schilderen en werkte daarbij met olieverf, aquarel en gemengde technieken. Ze volgde een opleiding aan Academie Minerva in de stad Groningen (1970-1976) en de Nieuwe Academie in Utrecht. In de jaren 80 vestigde ze zich in Smilde, waar ze het AtelieR Tine Marsman opende. Ze gaf er les en stelde 25 jaar lang werk van zichzelf en anderen tentoon. Ze exposeerde bij diverse galeries en in 2010 bij Museum Martena. Ze was lid van FRIA, de beroepsvereniging beeldende kunstenaars in Noord-Nederland.
Naast haar abstracte schilderijen maakte Mersmann een aantal bronzen beelden. Met Joan Bruggink kreeg ze opdracht van de gemeente Smilde voor de serie Beelden langs de vaart. Zij maakten elk twee beelden die werden geplaatst langs de Drentsche Hoofdvaart bij Bovensmilde, Smilde, Hijkersmilde en Hoogersmilde, de vier kernen van de in 1998 opgeheven gemeente.

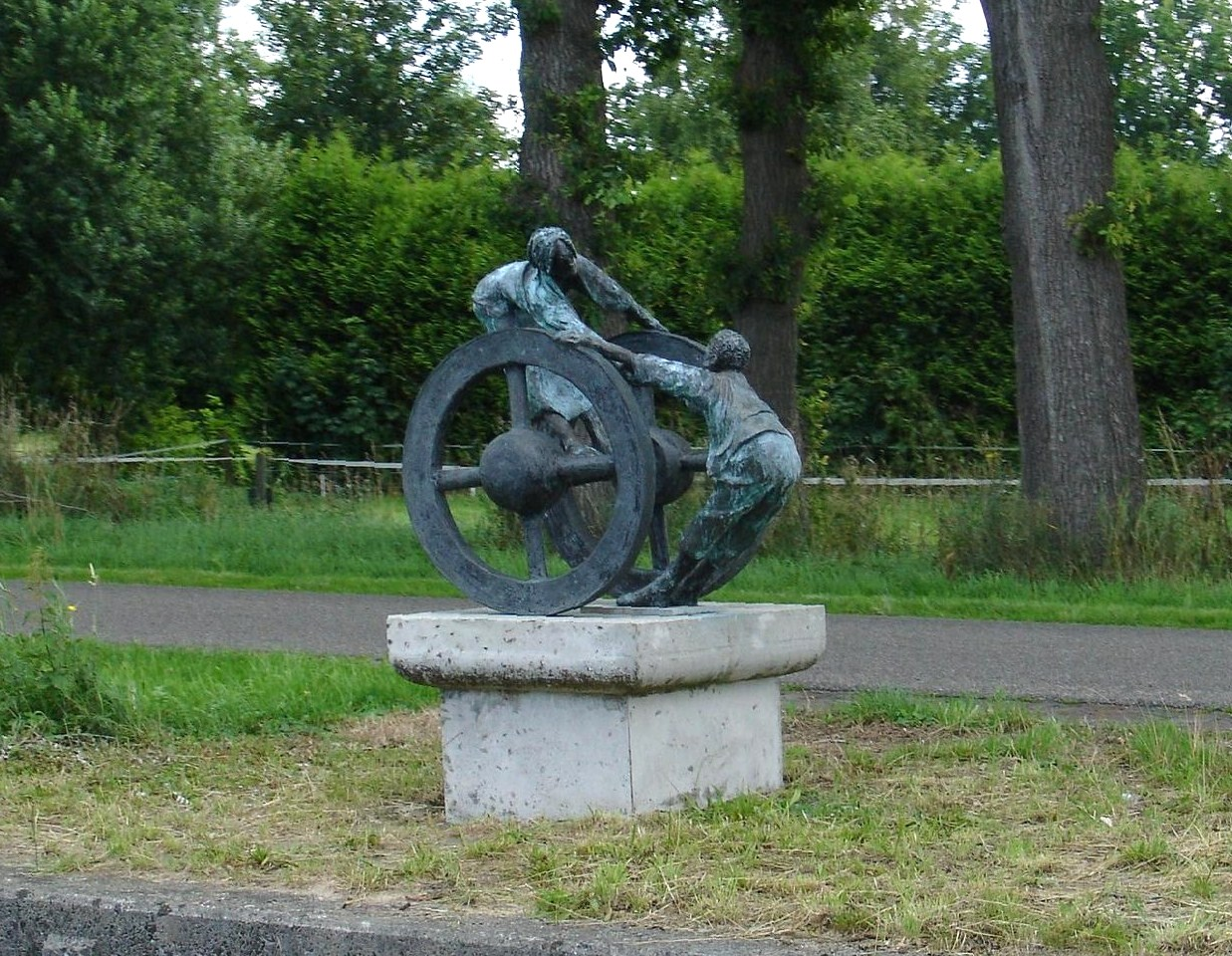
De ontmoeting (1999)

## Werken (selectie)
- 1997-1999 De bezieling, Kanaalweg bij Jonkersbrug, Smilde
- 1997-1999 De ontmoeting, Vaartweg bij Leembrug, Hijkersmilde
- 2001-2002 beeldengroep voor districtskantoren van de politie in Meppel, Emmen, Hoogeveen en Assen

- RKD-Nederlands Instituut voor Kunstgeschiedenis: 275733